# Gneu Corneli Escipió (pretor 109 aC)
Gneu Corneli Escipió (en llatí: Gnaeus Cornelius Scipio) va ser un magistrat romà, fill de Gneu Corneli Escipió Hispà. Formava part de la gens Cornèlia, i era de la família dels Escipions, d'origen patrici.
En parla Valeri Màxim, qui assenyala que va ser nomenat governador (propretor) a una de les províncies d'Hispània (no s'indica l'any, però havia de ser a la segona meitat del segle ii aC); finalment, el senat va revocar el nomenament, i li va prohibir anar a la província a causa de la vida desordenada que havia portat anteriorment. Probablement havia estat pretor.